# Sharks de Worcester
Pour les articles homonymes, voir Sharks (homonymie).
Les Sharks de Worcester sont une franchise professionnelle de hockey sur glace de la Ligue américaine de hockey en Amérique du Nord.

## Histoire
Le 9 janvier 2006, les Sharks de San José annoncent que leur équipe affiliée de la Ligue américaine de hockey, les Barons de Cleveland, déménage à Worcester et devient les Sharks de Worcester.
En janvier 2015, les Sharks de San José annoncent le déménagement de l'équipe de Worcester à San José à partir de la saison 2015-2016 et devient le Barracuda de San José, nom dévoilé en avril 2015.

## Statistiques
| Saison    | PJ | V  | D  | DP | DTB | BP  | BC  | Pts | Classement     | Séries éliminatoires                               | Entraîneur |
| --------- | -- | -- | -- | -- | --- | --- | --- | --- | -------------- | -------------------------------------------------- | ---------- |
| 2006-2007 | 80 | 41 | 28 | 3  | 8   | 247 | 244 | 93  | 4e Atlantique  | 2-4 Monarchs de Manchester                         | Roy Sommer |
| 2007-2008 | 80 | 32 | 37 | 5  | 6   | 216 | 258 | 75  | 6e Atlantique  | Non qualifiés                                      | Roy Sommer |
| 2008-2009 | 80 | 42 | 35 | 1  | 2   | 223 | 223 | 87  | 4e Atlantique  | 4-2 Wolf Pack de Hartford 2-4 Bruins de Providence | Roy Sommer |
| 2009-2010 | 80 | 49 | 25 | 3  | 3   | 275 | 239 | 104 | 1er Atlantique | 4-1 Devils de Lowell 2-4 Monarchs de Manchester    | Roy Sommer |
| 2010-2011 | 80 | 36 | 31 | 4  | 9   | 210 | 245 | 85  | 4e Atlantique  | Non qualifiés                                      | Roy Sommer |
| 2011-2012 | 76 | 31 | 33 | 4  | 8   | 199 | 218 | 74  | 5e Atlantique  | Non qualifiés                                      | Roy Sommer |
| 2012-2013 | 76 | 31 | 34 | 4  | 7   | 191 | 228 | 73  | 4e Atlantique  | Non qualifiés                                      | Roy Sommer |
| 2013-2014 | 76 | 36 | 34 | 4  | 2   | 189 | 226 | 78  | 4e Atlantique  | Non qualifiés                                      | Roy Sommer |
| 2014-2015 | 76 | 41 | 29 | 4  | 2   | 224 | 198 | 91  | 3e Atlantiqu   | 1-3 Bears de Hershey                               | Roy Sommer |

## Palmarès
- Titre de division : 2009-2010